# پای لیموی کی
پای لیموی کی (انگلیسی: Key lime pie) یک نوع دسر آمریکایی است که مواد آن را آب لیموی کی، زرده تخم مرغ و شیر عسلی تشکیل می‌دهد. روی پای با مرنگ پوشیده می‌شود.